# Pfadfindergeschichte im deutschsprachigen Raum
Die Pfadfinderbewegung erreichte bereits kurz nach ihrer Gründung in England durch Robert Baden-Powell im Jahre 1907 den deutschsprachigen Raum. In fast allen deutschsprachigen Ländern entstanden noch vor dem Ersten Weltkrieg Pfadfindergruppen, die sich in unterschiedlichen, häufig nach Geschlechtern und Konfessionen getrennten Verbänden zusammenschlossen.
Während sich in den meisten Ländern die Pfadfinderverbände bis zum Zweiten Weltkrieg gleichmäßig auf der Grundlage von Scouting for Boys und eng an das englische Ausbildungssystem angelehnt weiterentwickelten, schlug das deutsche Pfadfindertum (und in geringerem Umfang auch das österreichische) durch den Kontakt mit der Wandervogel-Bewegung einen Sonderweg ein: Die Pfadfinderbünde wurden Teil der Jugendbewegung, sie verschmolzen die Formen des englischen Scoutismus mit denen des Wandervogels. Dies hatte zur Folge, dass sich innerhalb der Bünde unterschiedliche Erneuerungsbewegungen entwickelten, die zur Abspaltung und Vereinigung verschiedener kleinerer und größerer Bünde führten. Die so genannte Bündische Jugend mit einer Vielzahl von Pfadfinder-, Wandervogel- und Jungenschafts-Bünden entstand.
Nach der sogenannten Machtergreifung wurden 1933 und 1934 in Deutschland die interkonfessionellen Pfadfinderverbände aufgelöst und ihre Mitglieder in die Hitler-Jugend überführt. Die konfessionellen Verbände konnten sich unter starker Einschränkung ihrer Arbeit etwas länger halten, wurden aber bis spätestens 1938 ebenfalls von der Gestapo verboten. Während des Zweiten Weltkriegs ereilte das gleiche Schicksal die Pfadfinderverbände in den vom Deutschen Reich besetzten Ländern.
Nach dem Zweiten Weltkrieg wurden in allen Ländern die Pfadfinderverbände wieder aufgebaut. Nur in der Sowjetischen Besatzungszone und später der Deutschen Demokratischen Republik blieb die Pfadfinderarbeit weiterhin verboten. Der einzige erlaubte Jugendverband war die Freie Deutsche Jugend, deren Kinderorganisation, die Pionierorganisation Ernst Thälmann, einzelne Elemente der Pfadfindermethode nutzte.
Fast immer schlossen sich die Pfadfinderverbände zu Dachverbänden oder Gesamtorganisationen zusammen, um allen Pfadfinderinnen und Pfadfindern die Mitgliedschaft in den Weltverbänden World Organization of the Scout Movement (WOSM) und World Association of Girl Guides and Girl Scouts (WAGGGS) zu ermöglichen. Dennoch setzte in der Bundesrepublik Deutschland nach der ersten Aufbauphase wieder eine zunehmende Zersplitterung der Pfadfinderbewegung ein, zuerst erneut am Konflikt scoutistisch vs. bündisch festzumachen, später verstärkt in der Auseinandersetzung zwischen traditionellen und progressiven Pfadfindern, da sich viele Verbände angeregt durch den gesellschaftlichen Wertewandel gegen Ende der 1960er Jahre auch politisch engagieren.
Im letzten Drittel des 20. Jahrhunderts öffneten sich die meisten Pfadfinderinnen- und Pfadfinderverbände für das jeweils andere Geschlecht oder fusionierten mit ähnlich ausgerichteten Gruppen zu koedukativen Verbänden.
Nach der politischen Wende in der DDR wurden dort ab 1990 auch Pfadfindergruppen aufgebaut. Zu großen Teilen wurden sie von den westdeutschen Verbänden angeregt oder orientierten sich an ihnen. Die meisten neuen Gruppen schlossen sich diesen auch sehr bald an, in einigen Gebieten entstanden aber auch eigenständige Verbände. Insgesamt ist die Anzahl und Größe der Pfadfindergruppen im Osten Deutschlands bis heute deutlich geringer als in vergleichbaren westdeutschen Gebieten.
Etwa gleichzeitig mit der Ausweitung in den Osten Deutschlands entstanden insbesondere in Deutschland verschiedene freikirchliche Pfadfinderverbände, die sich zum Teil rasant entwickelten. Zu ihnen gehören mit den Royal Rangers und den Christlichen Pfadfinderinnen und Pfadfindern der Adventjugend auch zwei internationale Verbände mit Gruppen in Österreich und der Schweiz.

## Deutschland

### Von der Gründung bis 1918

Maximilian Bayer, einer der Gründer der Pfadfinderbewegung in Deutschland (1916)

1896 entstand in Berlin die erste Wandervogelgruppe.

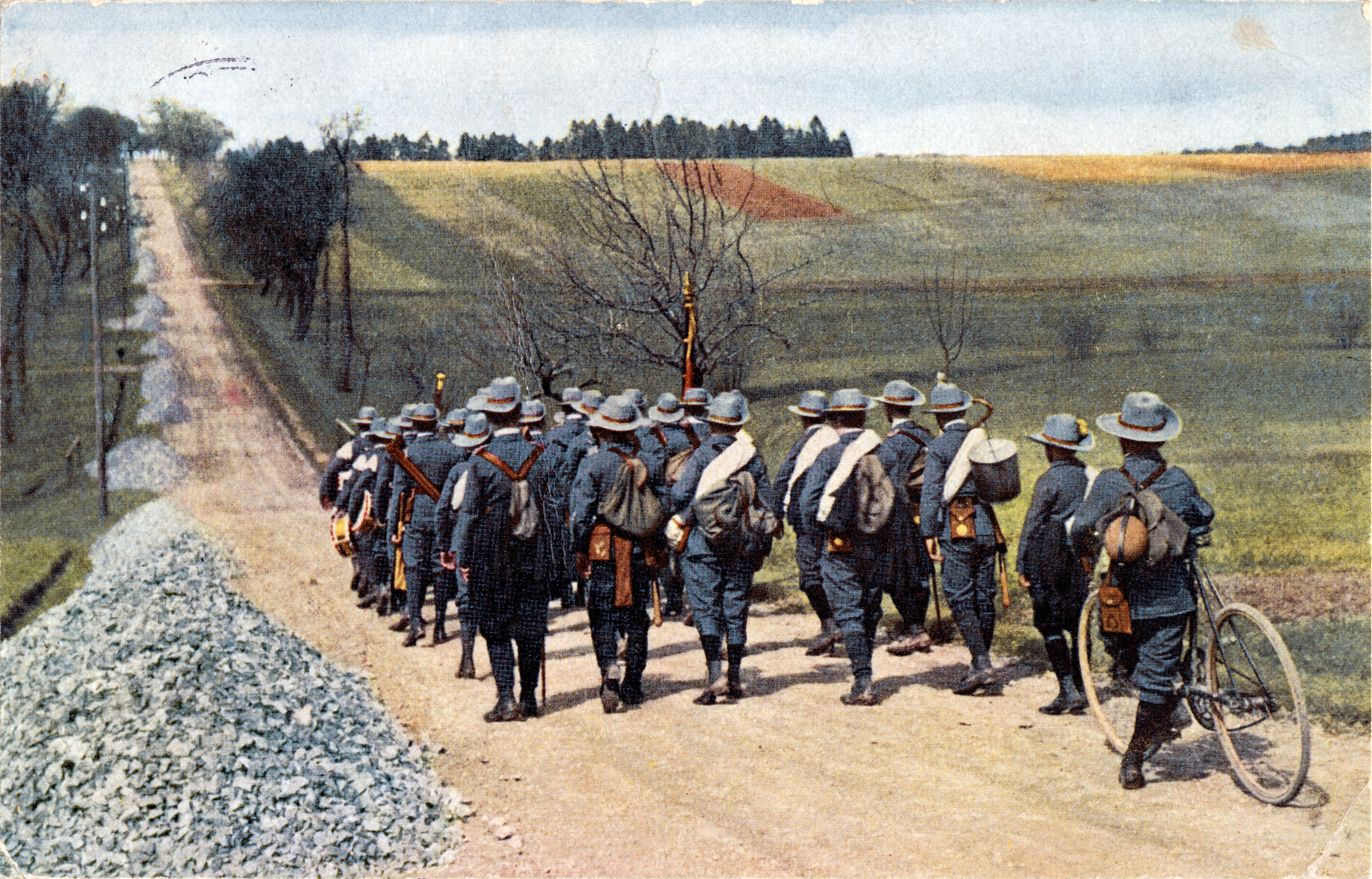
Pfadfinder des Christlichen Vereins Junger Männer vor dem Ersten Weltkrieg auf einer frühen Farbphotographie

1908 lernte Alexander Lion auf einer Englandreise die Pfadfinderbewegung kennen. Nach einem Briefwechsel mit Baden-Powell besuchte er 1909 diesen in London. Im gleichen Jahr erschien „Das Pfadfinderbuch“ in erster Auflage, die deutsche Übertragung von „Scouting for Boys“ durch Alexander Lion unter Mitarbeit von Maximilian Bayer. Spätere Ausgaben ab 1911 trugen den Titel „Jungdeutschlands Pfadfinderbuch“. Eine Gruppe des Alt-Wandervogels traf in England mit Baden-Powell und englischen Boy Scouts zusammen. In Bayern (München, Bamberg) wurden die ersten deutschen Pfadfindergruppen gegründet.
1910 reiste eine Delegation des Evangelischen Jungmännerwerks nach England, um unter anderem die Pfadfinderbewegung kennenzulernen. Daraufhin entstanden in Bayern, Württemberg und Sachsen die ersten evangelischen Pfadfindergruppen im CVJM, die sich selbst als Christliche Pfadfinder bezeichnen.
1911 wurde in Berlin als erste deutsche Pfadfinderorganisation der Deutsche Pfadfinderbund gegründet. Zum Reichsfeldmeister wurde Maximilian Bayer gewählt. Die ersten deutschen Pfadfinderinnengruppen entstanden in Hamburg, Frankfurt, Darmstadt, Berlin und Metz.
1912 wurde der Deutsche Pfadfinderbund für junge Mädchen gegründet. Ab 1913 hieß er Bund Deutscher Pfadfinderinnen. 1913 veröffentlichte Elise von Hopffgarten das „Pfadfinderbuch für junge Mädchen“.
Auf dem Hohen Meißner trafen sich 1913 verschiedene akademische Verbände und Wandervogelgruppen zum Ersten Freideutschen Jugendtag und schlossen sich zur Freideutschen Jugend zusammen. Sie prägten dort die so genannte Meißner-Formel.
1914 und 1915 leisteten deutsche Pfadfinder militärische Hilfsdienste, zum Beispiel in Brüssel.
1916 wurde in Deutschland die Pfadfinderarbeit in die vormilitärische Jugenderziehung einbezogen.
Während des Ersten Weltkrieges wurden die meisten Pfadfinderführer zum Militär eingezogen. Deshalb zerfiel ein Teil der Pfadfindergruppen, in anderen übernahmen Jugendliche die Leitung. Die Inhalte und Strukturen der Pfadfinderarbeit veränderten sich dadurch deutlich.

### Von 1918 bis 1945

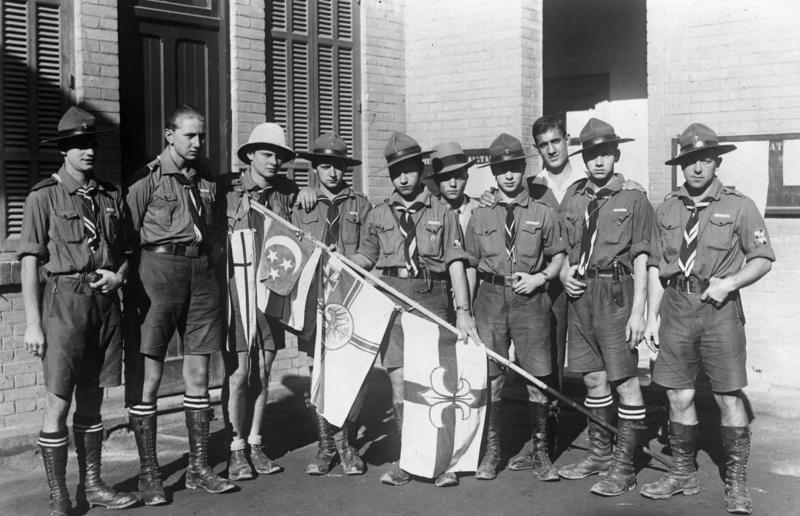
Kolonialpfadfinder in Kairo (1931)

Als ab 1919 der Deutsche Pfadfinderbund wieder aufgebaut werden sollte, kam es deshalb zu Auseinandersetzungen zwischen drei unterschiedlichen Gruppierungen:
- den älteren Führern der Vorkriegszeit, die den DPB in der alten Form wiederherstellen wollten,
- den jüngeren Führern, die während ihres Kriegseinsatzes mit Wandervögeln zusammengetroffen waren und die sowohl das Fronterlebnis als auch den Wandervogelgeist in die Arbeit einbringen wollten
- und den jugendlichen Führern, die während des Ersten Weltkriegs aktiv waren und ihre Positionen nicht aufgeben wollten.

Etwas verkürzend wird vom „Einbruch“ der Jugendbewegung in den Deutschen Pfadfinderbund gesprochen. Die Folge war die Entstehung und Abspaltung verschiedener Erneuerungsbewegungen, zu denen unter anderem die Neupfadfinder und die Ringpfadfinder gehörten. Bis 1933 entstand so eine Vielzahl unterschiedlicher Pfadfinderbünde, die in ihrer inhaltlichen Ausrichtung vom vormilitärischen Pfadfindertum des Vorkriegs-DPB bis hin zu sehr stark vom Wandervogel geprägten Bünden reichten und die politisch nahezu das gesamte Spektrum der Weimarer Republik abdeckten.
1919 entstand im Norden Deutschlands das bis heute bestehende Dansk Spejderkorps Sydslesvig (DSS) als Pfadfinderverband der dänischen Minderheit in Südschleswig.
1920 entstand mit der Tatgemeinschaft Sachsen auch bei den Christlichen Pfadfindern eine jugendbewegte Erneuerungsbewegung. 1921 schlossen sich in Neudietendorf die einzelnen Gruppen der Christlichen Pfadfinder zur Christlichen Pfadfinderschaft (CP) zusammen. 1922 gründeten evangelische Pfadfinderinnen die Tatgemeinschaft Christlicher Pfadfinderinnen (TCP – ab 1945 BCP), die sich in ihrer Arbeit eng an die Tatgemeinschaft Sachsen anlehnte.
Ab 1923 entstand innerhalb der alkoholfreien Bewegung des Internationalen Guttemplerordens die Sturmtrupp-Pfadfinder, die stark von Wandervogel und Neupfadfindern beeinflusst waren und intensive Kontakte zu anderen Pfadfindergruppen im IOGT in Skandinavien und den Niederlanden pflegten. Zeitweilig gab es Bestrebungen für die Gründung eines länderübergreifenden nordeuropäischen Pfadfinderbundes innerhalb des IOGT. Aufgrund der späteren politischen Entwicklungen konnte dies nicht umgesetzt werden.
1924 nahmen in Kopenhagen erstmals deutsche Pfadfinder an einem Welt-Jamboree teil.

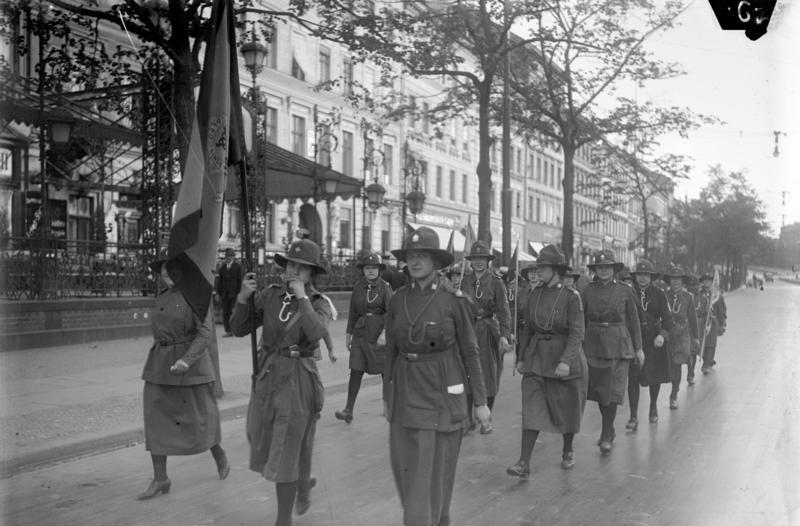
Heilsarmee-Pfadfinderinnen in Berlin (1931)

1926 wurde der Evangelische Mädchen-Pfadfinderbund innerhalb des Evangelischen Reichsverbandes der weiblichen Jugend (Burckhardthaus) (EMP) gegründet, der sich stark an skandinavischen CVJM-Pfadfinderinnen orientierte.
Der Großdeutsche Pfadfinderbund, der Altwandervogel, Deutsche Jungenschaft und der Wandervogel, Deutscher Jugendbund schlossen sich im selben Jahr zum Bund der Wandervögel und Pfadfinder (BdWuP) zusammen; nach dem Anschluss weiterer Bünde änderte dieser 1927 seinen Namen in Deutsche Freischar (DF).
1928 wurden innerhalb des katholischen Jungmännerverbandes die ersten katholischen Pfadfindergruppen gegründet.
1929 entstand der Deutsche Pfadfinderverband als Dachverband mehrerer interkonfessioneller Pfadfinderbünde und der CP, zur gemeinsamen Vertretung der deutschen Pfadfinderbünde im In- und Ausland.
1929 schlossen sich die katholischen Pfadfindergruppen in Altenberg zur Deutschen Pfadfinderschaft Sankt Georg zusammen (DPSG).
Innerhalb der Deutschen Freischar gründete tusk – Eberhard Koebel „eine geheime Verschwörung“: die Deutsche Autonome Jungenschaft vom 1. November 1929 (dj.1.11). 1930 wurde dj.1.11 nach tusks Ausschluss aus der Deutschen Freischar selbständig. Ein Anschluss von dj.1.11 an den DPB hatte nur kurzen Bestand.
1931 gründeten in Saarbrücken Schülerinnen den Bund katholischer Pfadfinderinnen. 1932 entstanden in Aachen die katholischen Hildegardispfadfinderinnen.
1933 schlossen sich nach der Machtergreifung verschiedene Pfadfinder- und Wandervogelbünde, unter ihnen der DPB und die DF, zum Großdeutschen Bund zusammen. Mit ihm sollte der Bestand freier Jugendbünde neben der Hitler-Jugend gesichert werden. Deshalb bekannte sich die Bundesführung mehrfach zum Nationalsozialismus. Nach knapp drei Monaten wurde der Großdeutsche Bund durch den „Jugendführer des Deutschen Reiches“ Baldur von Schirach aufgelöst.
1933 und 1934 wurden im Rahmen der so genannten Gleichschaltung alle Pfadfinderbünde mit Ausnahme der großen konfessionellen Bünde (CP, TCP, DPSG) aufgelöst und ihre Mitglieder in die Hitler-Jugend eingegliedert. Um dieser Zwangseingliederung zu entgehen, löste sich ein Teil der Bünde vorher auf. Andere schlossen sich schon vor den entsprechenden Anordnungen freiwillig der Hitler-Jugend an.
Ein Beispiel für das zwiespältige Verhalten vieler Pfadfinderbünde und die Unsicherheiten gegenüber dem NS-Regime ist das Ergebenheits- und Bittschreiben der Reichsschaft Deutscher Pfadfinder vom 19. Juni 1933 an Adolf Hitler, mit dem dieser Bund seine Eigenständigkeit neben der Hitler-Jugend wahren wollte:
Wir begrüßen die von dem Herrn Reichskanzler Adolf Hitler getroffene Ernennung Baldur von Schirachs als ‚Jugendführer des Deutschen Reiches' sowie die Bestrebungen, die Jugenderziehung im neuen Deutschland nach einheitlichen Prinzipien zu reorganisieren, weil uns nur so eine Gewähr für die Erziehung zu dem neuen Menschenbild des nationalbewußten, sozialistischen Gemeinschaftsmenschen innerhalb aller Schichten der Jugend zu bestehen scheint.
(…)
Wir richten diese Bittschrift an den Herrn Reichskanzler, weil uns seine durch Herrn Minister Dr. Goebbels zum Ausdruck gebrachte Meinung: – ‚Einigkeit soll aber nicht zur Eintönigkeit werden! Der Farbigkeit des deutschen Wesens hiesse es Gewalt antun, wollte man sie uniform gestalten. So uniform wir sein wollen in den Grundsätzen, so polyform wollen wir in den Nuancen sein' – eine Lösung in diesem Sinne verspricht. (Bundesführer Frank Iden)
Die Reichsschaft Deutscher Pfadfinder wurde am 26. Mai 1934 verboten.
1937 verbot die Gestapo die Weiterarbeit der Christlichen Pfadfinderschaft und der Tatgemeinschaft Christlicher Pfadfinderinnen. Beide Bünde hatten zuletzt nur noch aus Erwachsenen (siehe Kreuzpfadfinder) bestanden.
1938 wurde auch die DPSG endgültig verboten, zur Fortführung der Arbeit wurde die Gemeinschaft Sankt Georg gegründet.
1942 gründeten evangelische Pfadfinderinnen im Untergrund mit dem Casteller Ring einen direkten Nachfolger der Tatgemeinschaft Christlicher Pfadfinderinnen. 1945 änderte der Casteller Ring seinen Namen in Bund Christlicher Pfadfinderinnen (BCP).

#### Exkurs: Auslandsdeutsche Pfadfinderbünde der Zwischenkriegszeit
Nach 1920 entstanden auch außerhalb des Deutschen Reichs und Österreichs innerhalb der deutschstämmigen Bevölkerung verschiedene Pfadfinderbünde, die sich an der deutschen durch die Jugendbewegung beeinflussten Spielart der Pfadfinderbewegung orientierten. Spätestens mit dem Ausbruch des Zweiten Weltkriegs lösten sich diese Bünde wieder auf – von sehr seltenen Ausnahmen abgesehen.
Baltikum
Die schon vor dem Ersten Weltkrieg im Baltikum entstandenen deutschen Pfadfindergruppen schlossen sich nach 1918 dem lettischen Pfadfinderverband an. 1928 verselbständigen sich die deutschen Pfadfinder im Baltikum im Deutsch-baltischen Pfadfinderbund. Dieser schließt sich 1931 dem Deutschen Pfadfinderbund an. Ebenfalls 1928 gründet die Christliche Pfadfinderschaft eine Bundespfadfinderschaft Estland – Lettland – Litauen.
Elsass (Frankreich)
Auch im Elsass bestand um 1935 ein Bund Elsässischer Pfadfinder mit Sitz in Straßburg.
Polen und Freie Stadt Danzig
In Polen entstanden nach 1918 einige deutsche Pfadfindergruppen, die sich 1926 mit Wandervogelgruppen zur Deutschen Jungenschaft in Polen zusammenschlossen. Diese war bis zum Ausbruch des Zweiten Weltkriegs 1939 aktiv. Den Kontakt zu reichsdeutschen Gruppen hielten die deutsch-polnischen Gruppen über das Gebiet der Freien Stadt Danzig, über das sie in das Deutsche Reich einreisen konnten.
In der Freien Stadt Danzig gab es keine eigenständigen Pfadfinderbünde, die Gruppen gehörten zu den entsprechenden reichsdeutschen Bünden.
Rumänien, Banat und Siebenbürgen
Die deutschsprachigen Pfadfinder in Rumänien wurden vom Banater Student Karl Becker gegründet. Er kam im Wintersemester 1924/1925 in Freiburg im Breisgau erstmals in Kontakt mit dem Gruppen des Deutschen Pfadfinderbunds und als er in den Sommerferien 1925 zurückkehrte, fand seine Idee eigene Pfadfindergruppen zu gründen unter den älteren Schülern des Realgymnasiums in Timișoara begeisterte Anhänger.
Diese erste Pfadfindergruppe im Banat wuchs schnell und fand bald auch in Nachbarorten Anhänger. Drei Jahre später kam es auch in Bistritz in Siebenbürgen zur Gründung einer Pfadfindergruppe, die sich eng an den Stil und die Organisationsform des DPB in Deutschland anlehnte. Als äußeres Zeichen wurde die Pfadfinderlilie und die Pfadfinderkluft übernommen. Sie nahmen auch an zahlreichen Treffen mit den ortsansässigen Wandervögeln teil. Auch gemeinsame Fahrten, gemeinsame Singetreffen und gemeinsamer Volkstanz sind belegt. In Bistritz wurde gemeinsam mit dem Wandervogel ein Heim im Fassbinderturm bezogen. Es kam auch zu zahlreichen Treffen mit befreundeten Pfadfindergruppen des DPB aus Deutschland.
Obwohl es seit 1912 auch rumänische Pfadfindergruppen gab, waren Kontakte von diesen zum DPB in Rumänien aus politischen Gründen nicht erwünscht. Dennoch beteiligten sich die rumäniendeutschen Pfadfinder auch an dem nationalen Pfadfindertreffen 1932 in Hermannstadt (Sibiu) und trotz Verbot noch 1936 in Kronstadt (Brașov).
Zum Ende des Jahres 1935 mussten sich die meisten Pfadfindergruppen auf politischem Druck hin auflösen. Ihre Mitglieder traten in den Deutschen Jugendbund in Rumänien (DJR) ein, der der Deutschen Volkspartei in Rumänien unter Alfred Bonfert angeschlossen war. Die Pfadfindergruppen in Bistritz traten als Horst dem Südostdeutschen Wandervogel bei, der bald darauf ebenfalls verboten wurde. 1937 wurde auch der rumänische Pfadfinderverband in die rechtsgerichtete Organisation Straja Țării („Wächter des Landes“) überführt, der nur ethnische Rumänen angehören durften.
Südamerika
In Südamerika entstanden zwischen 1925 und 1935 in fast allen größeren deutschen Ansiedlungen deutsche Pfadfindergruppen, meistens an den deutschen Schulen. Im Süden Brasiliens schlossen sie sich für kurze Zeit zum Deutschen Pfadfinderbund vom Rio Grande do Sul zusammen. Die meisten dieser Gruppen lösten sich bald wieder auf, einige wenige existierten noch heute innerhalb der entsprechenden nationalen Pfadfinderverbände (zum Beispiel in Santiago de Chile).
Tschechoslowakei
Bereits 1913 entstanden in der späteren Tschechoslowakei die ersten deutschen Pfadfindergruppen, die sich von 1915 bis 1917 zum Deutschböhmischen Pfadfinderkorps vereinten. 1922 wurde dann mit dem Verband sudetendeutscher Pfadfinder erneut ein deutscher Pfadfinderbund gegründet. Er arbeitete innerhalb der Tschechoslowakei eng mit dem Sudetendeutschen Wandervogel zusammen, daneben bestanden aber auch enge Kontakte zu den reichsdeutschen Ringpfadfindern. Nach der Angliederung des Sudetenlandes an das Deutsche Reich verbot der Reichskommissar für Organisationen 1938 alle Jugendbünde und überwies ihre Mitglieder in die Hitler-Jugend.

### Von 1945 bis zur Gegenwart

BDP Bundeszeichen aus den 1950er Jahren

Bereits 1945 wurden trotz alliierter Verbote in Deutschland neue Pfadfindergruppen gegründet, zum Teil von „Altpfadfindern“ aus der Zeit vor 1933. In Abhängigkeit von der Jugendpolitik der Besatzungsmächte bezeichneten sich die Gruppen als Pfadfinder oder gaben sich auch andere Namen.
Im Dezember 1945 rief Alexander Lion über den Rundfunk alle früheren Pfadfinderführer auf, sich bei ihm zu melden. Es kam zur Gründung einzelner Pfadfindergruppen, die von den Militärregierungen unterschiedlich behandelt wurden: in der US-Zone wurden sie unterstützt, in der französischen und sowjetischen Zone waren sie verboten, in der britischen Zone durften sie sich zunächst nicht Pfadfinder nennen.
1947 entstand von der französischen Militärregierung lizenziert der „Tübinger Bund“ aus Gruppen, die von Mitgliedern der „Sturmtrupp-Pfadfinder“ gegründet wurden. Er wurde zum Sammelbecken für viele heimkehrende Bündische und bildete später die Landesmarken Südwürttemberg-Hohenzollern und Nordbaden im BDP.
Vom 4. bis zum 6. Mai 1948 wurde auf Betreiben der britischen Militärregierung in Barsbüttel eine Konferenz abgehalten. Dabei kam es zu Kontroversen zwischen den wiederentstandenen konfessionellen Pfadfinderbünden und den interkonfessionellen Bünden, die sich damals „Freie Pfadfinder“ nannten und noch auf der Konferenz zum Bund Freier Pfadfinder Deutschlands zusammenschlossen, aus dem im Dezember 1948 in Karlsruhe der Bund Deutscher Pfadfinder wurde. Im Mai 1949 wurde Kajus Roller zum Bundesfeldmeister gewählt. Schon früh traten in diesem Bund Spannungen zwischen der scoutistischen und bündischen Linie auf.
In den Jahren bis 1949 erlaubten dann die Besatzungsbehörden in allen drei Westzonen die Pfadfinderarbeit und förderten sie in unterschiedlichem Umfang. Die größten der neu- oder wiedergegründeten Bünde waren:
- BDP – Bund Deutscher Pfadfinder (interkonfessionell)
- BDPi – Bund Deutscher Pfadfinderinnen (interkonfessionell)
- DPB – Deutscher Pfadfinderbund (interkonfessionell), zuerst als Bund deutscher Jugend von Berlin
- DPSG – Deutsche Pfadfinderschaft Sankt Georg (katholisch)
- PSG – Pfadfinderinnenschaft St. Georg (katholisch)
- CPD – Christliche Pfadfinderschaft Deutschlands (evangelisch)
- EMP – Evangelischer Mädchen-Pfadfinderbund (evangelisch, nicht in Bayern)
- BCP – Bund Christlicher Pfadfinderinnen (evangelisch, nur in Bayern)

Damit entsprach das Spektrum der Bünde im Wesentlichen dem der späten Weimarer Republik, lediglich im interkonfessionellen Bereich wurde versucht mit dem BDP alle Gruppierungen unter einem Dach zu sammeln. Dass mit dem DPB ein zweiter großer interkonfessioneller Pfadfinderbund entstand, lag hauptsächlich an den Besonderheiten des Viermächtestatus von Berlin, an der schlechten Erreichbarkeit Berlins aus den Westzonen und an persönlichen Differenzen zwischen den neu entstehenden Bundesführungen.
Am 1. Oktober 1949 gründeten BDP, DPSG und CPD in Altenburg den Ring deutscher Pfadfinderbünde (RdP) als Dachverband. Als weibliches Pendant entstand der Ring Deutscher Pfadfinderinnenbünde (RDP) mit BDPi, PSG, EMP und BCP als Mitgliedern.
Die Initiative zur Gründung des Bund Deutscher Pfadfinderinnen am 27./28. April 1949 ging vom Weltverband der Pfadfinderinnen (WAGGGS) aus, keine der Führerinnen hatte ihre Wurzeln in der Vorkriegsjugendbewegung. Im selben Jahr wurde der Ring Deutscher Pfadfinderinnenbünde gegründet, der 1952 in den Bundesjugendring Aufnahme fand.
1950 nahm der Deutsche Bundesjugendring den RdP als Mitglied auf, der RDP folgte 1952. Ebenfalls 1950 wurde der Ring deutscher Pfadfinderbünde Mitglied in der World Organization of the Scout Movement (WOSM). Der Ring Deutscher Pfadfinderinnenbünde wurde in die WAGGGS aufgenommen, dem weiblichen Pendant zum WOSM.
Die zentralistischen Bestrebungen des BDP in den 1950er Jahren einen einheitlichen Bund zu schaffen führten zu erheblichen Spannungen. Zum Teil traten Teile ganzer Landesmarken aus und bildeten neue Bünde, wie 1955 die Freie Pfadfinderschaft Schleswig-Holstein, 1956 die Pfadfinderschaft Grauer Reiter in Schwaben, 1958 der Pfadfinderbund Großer Jäger in Nordhessen und 1960 der Pfadfinderbund Nordbaden. Bisher war es den Gruppen möglich sich freiwillig zusammenzufinden, sie konnten sich nach ihren unterschiedlichen Wurzeln bündischen oder scoutistischen zusammenschließen und organisieren und die Mitgliedschaft in einem Bund akzeptieren. Die Neuordnung des BDP führte dazu, dass Stämme und Gaue Landesmarken administrativ zugeordnet wurden, denen sie nicht angehören wollten.
1956 schloss sich die Bündische Pfadfinderschaft Berlin dem BDP an, einige Gruppen gingen in den DPB.

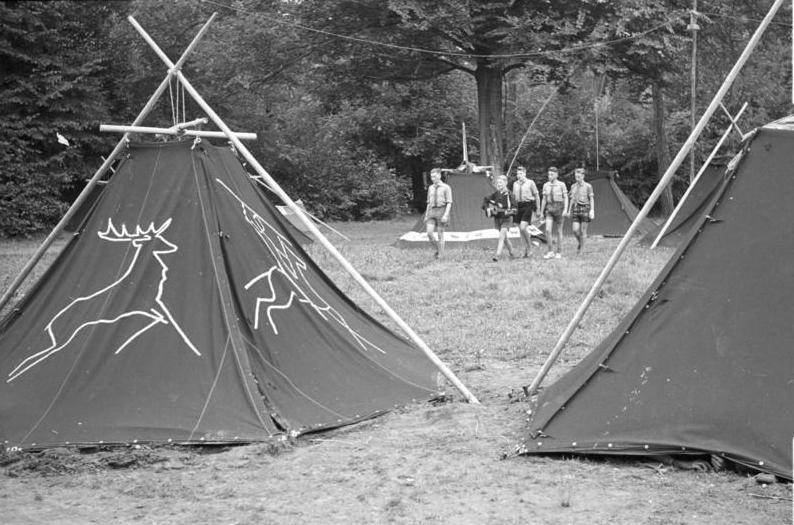
Bundeslager der CPD bei Fridingen (1960)

1961 trat Kajus Roller der Bundesfeldmeister des BDP zurück, sein Nachfolger wurde der Pastor Jochen Senft.
Auf dem Meißner-Treffen 1963 bildete sich die „Arbeitsgemeinschaft Deutscher Pfadfinderbünde“ (AG) aus DPB, Pfadfinderbund Großer Jäger, Pfadfinderschaft Grauer Reiter, Pfadfinderbund Nordbaden und später auch dem Bund deutscher Jungenschaften, die zur Gründung des Ringes junger Bünde führte. Die AG führte noch bis 1966 Gespräche mit dem BDP mit dem Ziel einer Wiedervereinigung der interkonfessionellen Pfadfinderbünde.
Ab etwa 1965 erreichte der gesellschaftliche Wertewandel auch die Pfadfinderarbeit. Viele Gruppen suchten nach neuen Methoden und Inhalten. In den meisten Verbänden wurde eine koedukative Ausrichtung der Gruppen gefordert. Heftig umstritten war die politische Neutralität der Pfadfinderbewegung, die von Anhängern der Außerparlamentarischen Opposition als in ihrer Wirkung konservativ bezeichnet wurde.
Am 19. März 1966 wurde der Ring junger Bünde (RjB) gegründet, ein Zusammenschluss selbstständiger, unabhängiger und selbstverantwortlicher Pfadfinder- und Wandervogelbünde mit dem Zweck, deren gemeinsamen Interessen nach außen zu vertreten und deren Verbindung untereinander zu fördern. Der RjB und alle in ihm vertretenen Jugendbünde bekannten sich zur Grundsatzerklärung der jungen Bünde zum Meißnertag 1963.
Am 21. Oktober 1967 wurde der Verband Deutscher Altpfadfindergilden e. V. (VDAPG) gegründet.
Oppositionelle Landesverbände bildeten 1969/1970 im BDP die „Arbeitsgemeinschaft“. Das Internationale Pfadfinderbüro drohte mit der Suspendierung der deutschen Pfadfinder aus dem Weltverband WOSM und die Ringpartner suspendierten daher den BDP aus dem Ring.
1970 spalteten sich vom BDP wegen der zunehmenden, als sozialistische Unterwanderung empfundenen Politisierung die ersten Gruppen ab und gründeten eigene Pfadfinderbünde, die sich wenig später unter dem Namen Deutsche Pfadfinder e. V. zusammenschlossen. 1971 kam es zum Zusammenschluss des Deutschen Pfadfinderbundes (DPB) mit dem DP e. V. zum Deutschen Pfadfinderverband (DPV). Dem DPV hatten sich auch der DPB-Westmark und weitere Bünde angeschlossen. Der DPB trat bald darauf wieder aus; der DPV blieb danach aber als Dachverband bestehen.
1971 verließ nach knapp verlorener Vorstandswahl die „Arbeitsgemeinschaft“ den BDP wegen unüberbrückbare Differenzen über die politische Ausrichtung des BDP und gründete den Bund der Pfadfinder (BdP).
Der Weltverband der Pfadfinderbewegung WOSM hatte signalisiert, diesen Verstoß gegen den Grundsatz der internationalen Pfadfinderbewegung, politisch neutral zu sein, nicht mehr länger zu dulden. Daraufhin löste sich im Mai 1971 der Ring deutscher Pfadfinderbünde auf. Mit der DPSG, dem vom BDP abgespaltenen BdP sowie dem durch Zusammenschluss der drei evangelischen Pfadfinderinnen- und Pfadfinderverbände entstandenen Verband Christlicher Pfadfinderinnen und Pfadfinder (VCP) gründete sich der Dachverband am 1. Januar 1973 als Ring deutscher Pfadfinderverbände neu. Etwas vereinfachend gesagt war dieser Vorgang der Ausschluss des BDP aus der internationalen Pfadfinderbewegung. Den beiden konfessionellen Verbände wollten lieber einen interkonfessionellen Einzelbund statt des Dachverbandes DPV als Partner. Der neue „Ring deutscher Pfadfinderverbände“ wurde 1973 von WOSM anerkannt.

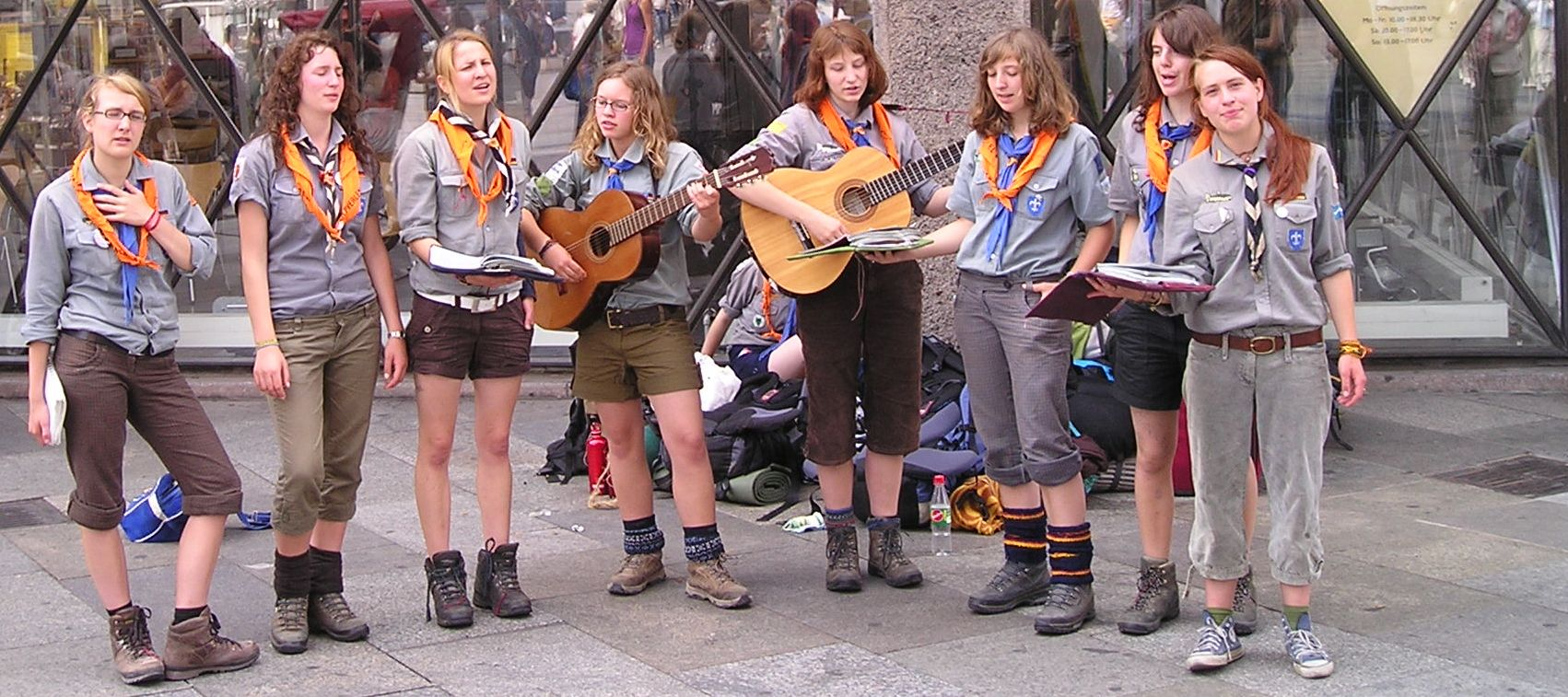
Singende Pfadfinderinnen der Christlichen Pfadfinderschaft Deutschlands

1973 entstand der Verband Christlicher Pfadfinderinnen und Pfadfinder durch den Zusammenschluss des Bundes Christlicher Pfadfinderinnen, des Evangelischen Mädchen-Pfadfinderbundes und der Christlichen Pfadfinderschaft Deutschlands.
1976 schlossen sich der Bund Deutscher Pfadfinderinnen und der Bund der Pfadfinder zum Bund der Pfadfinderinnen und Pfadfinder zusammen. Mit der wiedergegründeten Christliche Pfadfinderschaft Deutschlands (CPD e. V.; vom VCP abgespalten) und der Katholischen Pfadfinderschaft Europas (von der DPSG abgespalten) entstanden zwei kleinere konfessionelle Pfadfinderbünde, die die Reformen der 1960er und 1970er Jahre in ihren Herkunftsverbänden teilweise ablehnten.
1981 gründete Richard Breite in Bremen die Christliche Pfadfinder Royal Rangers Deutschland, die ihre Ursprünge in den USA haben. Ebenfalls 1981 wurde von aus dem Bund der Pfadfinderinnen und Pfadfinder (BdP) ausgetretene Gruppen der Pfadfinderbund Bayern gegründet, der sich schließlich in Pfadfinderbund Weltenbummler (PbW) umbenannte.
1982 tagten die Bundesversammlungen von DPSG und PSG gemeinsam zu Fragen der Koedukation. In der Folge beschloss die PSG weiterhin ein Verband nur für Mädchen und Frauen zu bleiben.

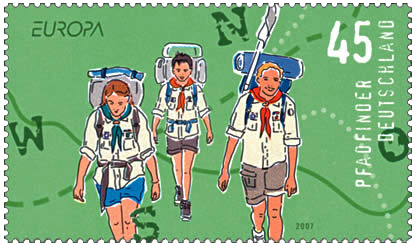
Briefmarke der Deutschen Post AG zur Hundertjahrfeier der Pfadfinderbewegung (2007)

1977–1989 verhandelten der Bund der Pfadfinderinnen und Pfadfinder und der Deutsche Pfadfinderverband ergebnislos über einen Zusammenschluss der zwei größten interkonfessionellen Pfadfinderbünde.
Ab 1990 wurden auch auf dem Gebiet der ehemaligen DDR Pfadfindergruppen gegründet. Dabei entstanden einige selbstständige Pfadfinderbünde, die meisten Gruppengründungen wurden aber von westdeutschen Pfadfinderbünden angeregt, denen sich die Gruppen dann auch anschlossen.
Nach 1995 verstärkte sich auch im evangelischen Pfadfindertum die Tendenz zur Gründung verschiedener kleinerer Bünde, die meist einen freikirchlichen Hintergrund hatten. Zu ihnen gehörten die Baptistische Pfadfinderschaft (BPS), die Pfadfinderschaft der Freien evangelischen Gemeinden (PdF), die Christlichen Pfadfinder Royal Rangers (RR) und die Christlichen Pfadfinderinnen und Pfadfinder der Adventjugend (CPA).
2010 wurde der Bund Moslemischer Pfadfinder und Pfadfinderinnen Deutschlands gegründet. Er wurde im Oktober 2018 als Anschlussverband in den Ring deutscher Pfadfinderverbände und den Ring Deutscher Pfadfinderinnenverbände aufgenommen. 2020 erfolgte die Aufnahme in RdP und RDP als Vollmitglied.
Im Ring junger Bünde sind Gruppen organisiert, die sich u. a. als Pfadfinder, Wandervögel oder Reform-Jugend bezeichnen.
Im Bereich des Gnadauer Gemeinschaftsverbandes bildeten sich ab 2011 mehrere Pfadfinderbünde als Arbeitszweige der Verbände EC Bayern, EC Deutschland und des Altpietistischen Gemeinschaftsverbands.
2021 die beiden Verbände Ring deutscher Pfadfinderverbände (RdP) und Ring Deutscher Pfadfinderinnenverbände (RDP) fusionieren in Westernohe zum Ring deutscher Pfadfinder*innenverbände (rdp), dieser ist Mitglied in beiden Weltverbänden WOSM und WAGGGS.

## Belgien
Die in Ostbelgien ab etwa 1930 entstandenen deutschsprachigen Pfadfindergruppen gehörten teilweise zu reichsdeutschen und teilweise zu belgischen Verbänden. So gründeten die reichsdeutschen Ringpfadfinder im September 1931 bei einem „Grenzlandtreffen“ in Aachen den „Gau Neubelgien (Eupen-Malmedy)“. Die 1934 gegründete Gruppe Sankt Georg in Eupen schloss sich im Unterschied dazu der belgischen Fédération des Scouts Catholiques (heute Les Scouts – Fédération des Scouts Baden-Powell de Belgique) an. Die erste ostbelgische Pfadfinderinnengruppe entstand spätestens 1936 und schloss sich 1939 den Guides Catholiques de Belgique (Katholische Pfadfinderinnen von Belgien) an.
Nach der Besetzung Ostbelgiens im Zuge des sogenannten Westfeldzugs am 10. Mai 1940 wurde das Gebiet am 18. Mai 1940 durch Führererlass in das Deutsche Reich eingegliedert. Ab diesem Zeitpunkt waren die Pfadfinderverbände verboten, an ihrer Stelle trat die Pflichtmitgliedschaft in Hitlerjugend und Bund Deutscher Mädel. Einzelne Angehörige der belgischen Pfadfinderverbände schlossen sich Widerstandsgruppen gegen die deutsche Besatzung an.
Heute sind in der Deutschsprachigen Gemeinschaft die Pfadfinderverbände Les Scouts und Guides Catholiques de Belgique mit deutschsprachigen Gruppen vertreten. Beide Verbände sind Mitglied im Dachverband Guidisme et Scoutisme en Belgique/Gidsen- en Scoutsbeweging in België (Pfadfinderinnen- und Pfadfinderbewegung in Belgien).

## Liechtenstein
1927 halfen in Liechtenstein Pfadfinder aus Österreich und der Schweiz bei Aufräumarbeiten nach einem Rheinhochwasser.
1931 wurden auf Wunsch des Fürstenpaares Franz I. und Elsa von und zu Liechtenstein in Liechtenstein Pfadfindergruppen gegründet. Den Aufbau der Gruppen unterstützten Pfadfinder aus Österreich und der Schweiz.
1932 schlossen sich die Pfadfindergruppen zum Fürstlich Liechtensteinische Pfadfinderkorps St. Georg (FLPK) zusammen. Die ersten Pfadfinderinnengruppen wurden gegründet.
1933 wurde das FLPK Mitglied von WOSM.
1948 wurde das Liechtensteinische Pfadfinderinnenkorps Santa Maria von WAGGGS als Mitglied aufgenommen.
1989 fusionierten das Pfadfinder- und Pfadfinderinnenkorps zu einem Verband, den Pfadfindern und Pfadfinderinnen Liechtensteins (PPL).

## Luxemburg
1914 wurden die ersten Pfadfindergruppen in Luxemburg gegründet.
1915 entstanden die ersten Pfadfinderinnengruppen in Luxemburg. Pfadfinder unterstützten während des Ersten Weltkrieges das Rote Kreuz bei der Betreuung von verwundeten Soldaten.
1916 schlossen sich die nicht konfessionell gebundenen Pfadfindergruppen zur Fédération Nationale des Eclaireurs du Luxembourg (FNEL) zusammen.
1919 gründeten katholische Pfadfindergruppen die Lëtzebuerger Scouten (Fédération Nationale des Scouts du Luxembourg – FNSL).
1928 wurde die Association des Girl Guides Luxembourgeoises (AGGL) Gründungsmitglied von WAGGGS.
1938 wurden durch Pierre Posing die katholischen Lëtzebuerger Guiden (Catholic Luxembourg Girl Guides) gegründet.
1940 verboten die deutschen Besatzungsbehörden die Pfadfinderarbeit. Einige Pfadfinderführer wurden in Konzentrationslager verschleppt, da sie im Untergrund weiterarbeiteten.
1945 gründeten die Lëtzebuerger Scouten und die Fédération Nationale des Eclaireurs du Luxembourg als gemeinsamen Dachverband die Luxembourg Boy Scouts Association (LBSA), um eine gemeinsame Mitgliedschaft bei WOSM zu ermöglichen.
1966 öffnete sich die Fédération Nationale des Eclaireurs du Luxembourg auch für Mädchen. Deshalb änderte sie 1976 ihren Namen in Fédération Nationale des Eclaireurs et Eclaireuses du Luxembourg.
1994 schlossen sich die Lëtzebuerger Scouten und die Lëtzebuerger Guiden zu den Lëtzebuerger Guiden a Scouten (Guides et Scouts du Luxembourg – LGS) zusammen.

## Namibia
Die ersten deutschsprachigen Pfadfindergruppen für Jungen im heutigen Namibia entstanden 1924 in Tsumeb und 1926 in Windhoek. Im April 1928 schlossen sie sich in Omaruru zum Deutschen Pfadfinderbund von Südwestafrika zusammen. Mit der Gründung von Mädchengruppen wurde 1932 in Lüderitzbucht begonnen.
Nach der Gründung einer NSDAP-Gliederung 1932 in Südwestafrika versuchte diese die Pfadfinder in die Hitlerjugend zu integrieren, was im April 1934 gelang. Nach dem „Tag der Deutschen Jugend“ im Juli 1934, einer nationalsozialistischen Kundgebung, wurde die Hitlerjugend in Südwestafrika verboten.
1935 konnte mit Zustimmung der Behörden mit den Deutschen Pfadfindern von Südwestafrika ein neuer Pfadfinderverband gegründet werden. Seine Mitglieder durften weiterhin den Südwester mit schwarz-weiß-roter Kokarde tragen, die Verbandsflagge war eine Variante der Reichskriegsflagge mit einem stilisierten Kameldorn an der Stelle des preußischen Adlers. Nach kurzer Zeit umfasste die Organisation 1200 Jungen und Mädchen in dreizehn als Horsten bezeichneten Ortsgruppen und einen Spielmannszug. 1937 wurde das Südwesterlied von Heinz Anton Klein-Werner für die Pfadfinder gedichtet, es ist bis heute die offizielle Hymne des Deutschen Pfadfinderbunds Namibia. Mit dem Ausbruch des Zweiten Weltkriegs wurde die Organisation erneut verboten.
Zwischen 1962 und 1965 wurde mit Unterstützung der südafrikanischen Mandatsbehörde an einer Neugründung eines deutschsprachigen Pfadfinderverbands gearbeitet, die dann 1965 unter der Bezeichnung Deutscher Pfadfinderbund von Südwestafrika erfolgte. Dieser Verband arbeitete bis zur Unabhängigkeit Namibias mit der englischsprachigen South-West Africa Division der Boy Scouts of South Africa und den burischen Voortrekkers zusammen.
1990 erhielt der Deutsche Pfadfinderbund Namibia seinen heutigen Namen.
Daneben gibt es deutschsprachige Gruppen im WOSM-Mitgliedsverband Scouts of Namibia.

## Österreich

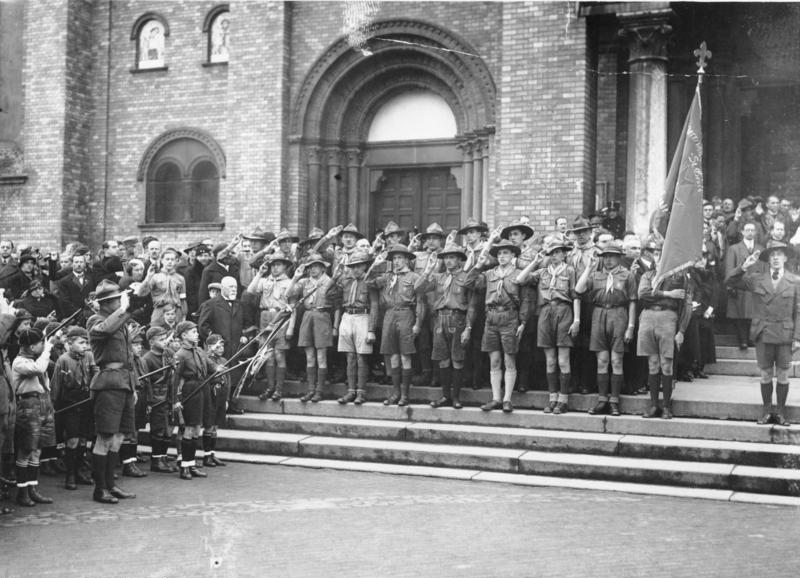
Pfadfindertreffen in Österreich in den 1920er Jahren

1910 entstand die erste österreichische Pfadfindergruppe als das Pfadfinderkorps Wiener Neustadt, das noch heute in den Gruppen Wiener Neustadt 1 und Wiener Neustadt 2 weiterbesteht. In kurzer Zeit entwickelten sich in ganz Österreich-Ungarn sowohl deutsche Pfadfindergruppen wie auch solche der anderen Nationalitäten, die sich meist in nationalen Verbänden organisierten.
1912 gründete Emmerich Teuber die erste Pfadfindergruppe in Wien. Zur gleichen Zeit gründete auch die katholische Kirche eine Pfadfinderorganisation – das „Pfadfinderkorps St. Georg“. Die Gruppe von Emmerich „Papa“ Teuber erfreute sich immer größeren Zulaufs und konnte 1913 ihr erstes Lager abhalten.
1913 entstanden die ersten Pfadfinderinnengruppen in Österreich.
1914 gründete sich in Wien der Österreichische Pfadfinderbund (ÖPB). In ihm waren im Österreichischen Pfadfinderinnenbund auch die Pfadfinderinnen organisiert. 1917 hatte der ÖPB 3.450 Mitglieder (3.150 männl. + 300 weibl.).
Ab 1920 entstanden auch in Österreich Gruppen jugendbewegter Pfadfinder, die sich fast immer deutschen Bünden anschlossen, so dem Deutschen Pfadfinderbund, den Neupfadfindern oder den Ringpfadfindern.
1922 wurde der ÖPB Mitglied von WOSM.
1924 nahmen erstmals österreichische Pfadfinder an einem Welt-Jamboree teil.
1926 verließen katholische Pfadfindergruppen den ÖPB und gründeten das Österreichische Pfadfinderkorps St. Georg (ÖPK) unter der Leitung von Adolf Klarer. Für katholische Pfadfinderinnen entstand das dem ÖPK angeschlossene Österreichische Pfadfinderinnenkorps St. Georg. Auch das ÖPK gehörte WOSM an.
1929 wurde der Bund der Helferinnen als erster unabhängiger Pfadfinderinnenverband gegründet.
1938 wurden nach dem so genannten Anschluss Österreichs an das Deutsche Reich die österreichischen Pfadfinderbünde verboten.
1945 wurde der Bund Österreichischer Pfadfinderinnen von Charlotte Teuber-Weckersdorf, der Tochter von Willy „Onkel“ Teuber und Nichte von Emmerich „Papa“ Teuber gegründet.
1946 beschlossen Vertreter der beiden vor 1938 aktiven Jungenverbände, Österreichisches Pfadfinderkorps St. Georg und Österreichischer Pfadfinderbund, unter Eindruck der Verbotszeit, der kirchlichen und politischen Situation und auf Wunsch des Weltbüros, eine einzige Organisation zu gründen. So konstituierte sich 1946 der Verband Pfadfinder Österreichs (PÖ), der im gleichen Jahr von WOSM aufgenommen wurde.
1949 spaltete sich der Österreichische Pfadfinderbund (ÖPB) aus inhaltlichen und persönlichen Gründen von den PÖ ab, insbesondere wegen der als zu eng empfundenen Bindung der PÖ an die katholische Kirche. Zwischen den beiden Bünden gab es aber weiterhin Kontakte.
Nach dem Zerfall des Bundes Österreichischer Pfadfinderinnen gründete 1950 ein Teil der Gruppen den Österreichischen Pfadfinderinnenverband St. Georg (ÖPVSG).
1951 fand in Bad Ischl das 7. World Jamboree statt, dessen Auftakt die 13. Internationale Konferenz der Pfadfinderbewegung in Salzburg bildete. In diesem Jahr schlossen sich auch die Altpfadfindergilden des ÖPB und die Altpfadfinderklubs der PÖ zum Verband der Altpfadfindergilden Österreichs zusammen, heute die Pfadfinder-Gilde Österreichs.
1957 nahm WAGGGS den Österreichischen Pfadfinderinnenverband St. Georg als Mitglied auf.
1972 gründeten sechs Führer aus dem ÖPB, unter der Führung von Karl Turetschek, die Jugendburg Streitwiesen.
1976 schlossen sich die Pfadfinder Österreichs und der Österreichische Pfadfinderinnenverband St. Georg zu den Pfadfindern und Pfadfinderinnen Österreichs (PPÖ) zusammen.
1985 wurden in Dornbirn die Christliche Pfadfinder Royal Rangers Österreich gegründet.
1995 vereinbarten die Pfadfinder und Pfadfinderinnen Österreichs und der Österreichische Pfadfinderbund einen Kooperationsvertrag.
2010 beherbergte der Schlosspark Laxenburg das Jubiläumslager der österreichischen Pfadfinderinnen und Pfadfinder. Am größten Lager auf österreichischem Boden seit dem Welt-Jamboree von 1951 in Bad Ischl nahmen 6.500 Pfadfinder aus 20 Nationen teil. Gemeinsam feierten sie das hundertjährige Bestehen der Pfadfinderbewegung in Österreich.
Von 2015 bis 2024 war Dominik Habsburg-Lothringen, ein Nachfahre von Kaiserin Maria Theresia und Kaiser Leopolds II., Präsident des PPÖ.

## Schweiz
1910 wurde in Basel auf Initiative des Arztes Karl Graeter die erste Pfadfindergruppe in der Schweiz gegründet. Sie war der Guttemplerjugend angeschlossen und damit Teil der Abstinenzbewegung.
1911 entstanden die ersten Pfadfinderinnengruppen in der Schweiz.
In der Schweiz stieß der Pfadfindergedanke rasch auf einige interessierte Erzieher und Jugendfreunde, so dass in der welschen Schweiz die Knabengruppen des Christlicher Verein Junger Menschen (CVJM) sehr schnell erkannten, dass die Ideen, die Baden-Powell in die Welt gebracht hatte, die Jungen wesentlich mehr begeisterten. Am 18. März 1912 wurde der erste schweizerische Pfadfinderbund gegründet und in der Maiausgabe ihrer Knabenzeitung der Wahlspruch der Pfadfinder „Allzeit Bereit!“, das erste Abzeichen mit der Armbrust, die erste Form des Pfadfinderversprechens, das Pfadfindergesetz in zwölf Sätzen, die Uniform veröffentlicht.
In Genf wurde gleichzeitig durch Louis Blondel, der Leiter des „Jeunesse Club“, und Maurice Vautier in Lausanne mit mehreren Freunden einen von dem CVJM unabhängigen Pfadfinderverband gegründet.
Im Herbst 1912 wurden beide Richtungen vereinigt und im Oktober 1913 wurde in Bern für die deutsche und die welsche Schweiz der Schweizerische Pfadfinderbund (SPB) gegründet, dessen erster Zentralpräsident Oberst William Borel war, und dem bis 1942 Walter von Bonstetten als Bundesfeldmeister (Bundesleiter) vorstand.
1913 wurde das Pfadicorps Patria in Bern von Walter von Bonstetten gegründet.
Zum Jahreswechsel 1913/14 entstand in Riehen die Abteilung Rheinbund.
1919 gründete sich der Bund Schweizerischer Pfadfinderinnen (BSP).
Ab 1920 nahm der BSP an den Tagungen der International Conference der Pfadfinderinnen teil; 1928 war er unter den Gründungsmitgliedern der WAGGGS.
1922 wurde der SPB Mitglied von WOSM.
1931 fand das erste World Scout Moot in Kandersteg statt.
Nach dem Kriegsbeginn 1939 wurden auch in der Schweiz die Pfadfinder im Pfadfinder-Hilfsdienst zur Unterstützung der Armee eingesetzt. Viele Pfadfinderinnen meldeten sich beim Roten Kreuz.
1953 wurde in Kandersteg erneut ein World Scout Moot durchgeführt.
1957 hielt WAGGGS ein Weltlager im Vallée de Conches ab.
1966 fand im Domleschg das 6. Bundeslager des SPB statt, mit 12'000 Teilnehmern.
1980 fand das erste gemeinsame Bundeslager von SPB und BSP statt.
1982 begann die Arbeit der Christlichen Pfadfinder Royal Rangers in der Schweiz, die jedoch nicht in die Strukturen der PBS integriert sind.
1987 schlossen sich SPB und BPS zur Pfadibewegung Schweiz (PBS) zusammen.
1992 wird in Kandersteg zum dritten Mal ein World Scout Moot durchgeführt.
1994 wurde im Napfgebiet ein Bundeslager unter dem Motto Cuntrast (Kontrast) mit etwa 20.000 Teilnehmern durchgeführt.
Die PBS gab sich 2003 eine neue Verbandsstruktur. Die PBS wurde neu von einer Verbandsleitung statt Bundesleitung und Bundesvorstand geführt.
2008 fand das nächste Bundeslager Contura 08 der PBS in der Linthebene statt.
2022 wurde das Bundeslager „mova“ im Goms im Kanton Wallis mit 30'000 Teilnehmern durchgeführt.

## Südtirol (Italien)
1969 entstanden in Südtirol die ersten deutschsprachigen Pfadfindergruppen innerhalb der katholischen Jungschar. In ihrer Arbeit orientierten sie sich an der Deutschen Pfadfinderschaft Sankt Georg (DPSG).
1973 gründeten diese Gruppen einen eigenständigen Verband, die Südtiroler Pfadfinderschaft (SP).
1997 wurde die SP Mitglied im italienischen Dachverband FIS und damit in den Weltverbänden WOSM und WAGGGS.